# Los ojos (Hora de aventuras)
"Los ojos" es el segundo episodio de la segunda estación de Hora de aventuras, serie de animación estadounidense. El episodio fue escrito por Kent Osborne y Somvilay Xayaphone, partiendo de una historia de Merriwether Williams, Steve Poco, Patrick McHale, Pendleton Ward y Thurop Furgoneta Orman. Fue estrenado originalmente el 18 de octubre de 2010 en Cartoon Network.

## Argumento
La serie sigue las aventuras de Finn, un chico humano, y su amigo mejor y hermano adoptivo Jake, un perro con poderes mágicos que puede cambiar de forma y crecer y encogerse a voluntad. En este capítulo, Finn y Jake se mantienen despiertos por culpa de un inquietante caballo que no deja de mirarles a los ojos. Finalmente, después de pasar toda la noche intentando que el caballo les deje en paz, los dos protagonistas descubren que en realidad el caballo era el Rey Hielo disfrazado. Les estaba espiando con el objetivo de descubrir el secreto de Finn y Jake para ser feliz.

## Producción
La historia de "Los ojos" fue desarrollada por Merriwether Williams, Steve Poco, Patrick McHale, Thurop Furgoneta Orman y el creador de serie Pendleton Ward. Kent Osborne y Somvilay Xayaphone colaboraron en el storyboard, que fue entregado el 1 de abril de 2010 para la aprobación de la cadena. Larry Leichliter fue el director del episodio; Patrick McHale y Cole Sanchez fueron sus directores creativos, y Nick Jennings fue su director de arte.
El disfraz de caballo que el Rey Hielo utiliza para espiar a Finn y Jake está inspirado en el personaje de un gordo poni de las Shetland proveniente del webcómic de Kate Beaton. Beaton preguntó al mismo Ward si el personaje podía aparecer en el episodio. Más tarde, ella definió aquella oportunidad como "una cosa bastante importante".

## Recepción
"Los ojos" se estrenó el 18 de octubre de 2010 en Cartoon Network. El episodio fue visto por 2264 millones de espectadores y puntuó en losNielsen ratings con un 1,4/2 %. Esto significa que fue visto en el 1,4 % de todas las casas y en el 2 % de todas las casas en que se estaba viendo la televisión durante la emisión del episodio. Supuso un aumento leve en los índices del primer episodio de la serie, que solo había sido visto por 2001 millones de espectadores.
El capítulo fue en primer lugar editado en formato físico como parte del DVD Adventure Time: My Two Favorite People en 2011, que incluía doce episodios de la primera y segunda temporada. Más tarde, fue reeditado dentro del DVD de la segunda temporada al completo, en junio de 2013.
Leonard Pierce, en The A. V. Club, le otorgó al episodio un "B+". Anotó que tanto el capítulo como la serie eran la prueba de que Cartoon Network estaba "fundando unas animaciones que serían recordadas con cariño y de las que hablarán los niños de hoy en lo que sea que, en 15 años, haya reemplazado a internet". Pierce elogió en concreto el nudo del capítulo —donde Finn y Jake intentan desesperadamente librarse del caballo—, afirmando que la secuencia le parecía semejante a "las clásicas animaciones antiguas de Warner Bros" y que ilustraba "cómo [Hora de aventuras] da lo mejor de sí cuando cruza el absurdismo y el humor físico".
Francis Rizzo III, de DVD Talk, escribió que la premisa del episodio era "muy sencilla", pero que "la manera en que se presentaba al caballo le había provocado la risa cada vez que aparecía en pantalla".
Mate Fowler, de IGN, describió el episodio como un "fuera de serie" de la segunda temporada de Hora de aventuras.